# Odette Toulemonde
Pour les articles homonymes, voir Toulemonde.
Pour plus de détails, voir Fiche technique et Distribution.
Odette Toulemonde est un film franco-belge, une comédie romantique réalisée et écrite par Éric-Emmanuel Schmitt, sorti en 2006, avec Catherine Frot et Albert Dupontel. 
Un recueil de nouvelles intitulé Odette Toulemonde et autres histoires, dont l'histoire principale est basée sur le scénario, a été publié en 2006 chez Albin Michel.

## Synopsis
Odette Toulemonde (Catherine Frot) est vendeuse au rayon cosmétique d'un grand magasin de Charleroi en Belgique. Jeune veuve quadragénaire au salaire misérable, sans perspective d'un avenir meilleur, mère de deux adolescents fantasques, sa vie n'est guère réjouissante. Son seul grand bonheur, c'est la lecture de la série de romans de son auteur à succès préféré, Balthazar Balsan (Albert Dupontel), qu'elle idolâtre, et Joséphine Baker.
De son côté, marié et père d'un enfant, Balthazar Balsan possède tout ce que la société matérielle peut offrir de mieux, succès commercial, argent, mais il n'est pas heureux, peu sûr de lui et de son talent, ce qui le rend très vulnérable à la critique. Après que son dernier ouvrage a été éreinté par la presse, il reçoit une lettre de son admiratrice Odette qui lui raconte sa vie médiocre, tout le bonheur que ses romans lui procurent et l'amour sans limites qu'elle éprouve pour lui. Il décide de la rencontrer pour entamer auprès d'elle une thérapie du bonheur.

## Fiche technique
- Titre : Odette Toulemonde
- Réalisateur : Éric-Emmanuel Schmitt
- Scénario et dialogues : Éric-Emmanuel Schmitt, qui en fera ensuite une transposition dans le recueil de nouvelles Odette Toulemonde et autres histoires[1].
- Musique : Nicola Piovani
- Son : Philippe Vandendriessche
- Genre : comédie romantique
- Pays de production :  Belgique,  France
- Langue : français
- Format : couleur - 2.35:1
- Durée : 100 minutes
- Dates de sortie :
  - France : 6 novembre 2006 (festival de Sarlat) ; 20 janvier 2007 (festival de  L'Alpe-d'Huez) ; 7 février 2007 (sortie nationale)
  - Belgique : 7 février 2007

## Distribution
- Albert Dupontel : Balthazar Balsan, écrivain
- Catherine Frot : Odette Toulemonde, veuve quadragénaire, vendeuse au rayon cosmétique d'un grand magasin et plumassière à domicile
- Jacques Weber : Olaf Pims
- Alain Doutey : Henri Méilot, l'éditeur de Balsan
- Camille Japy : Nadine
- Nina Drecq : Sue Helen, fille d'Odette
- Fabrice Murgia : Rudy, fils d'Odette, coiffeur, homosexuel
- Julien Frison : François Balsan
- Jacqueline Bir : la dame sèche
- Laurence d'Amelio : Isabelle Balsan
- Erik Burke : Filip
- Aïssatou Diop : Florence
- Nicolas Buysse : Polo
- Bruno Metzger : Jésus
- Cindy Besson : la cliente battue
- Philippe Gouders : Monsieur Dargent
- Michel Kacenelenbogen : le responsable librairie
- Sandrine Laroche : Sylvie
- Geoffrey Reboux : Alexandre
- Renée Fonck : la dame devant
- Patricia Houyoux : la dame derrière
- Bénédicte Philippon : la jeune fille devant
- Françoise Oriane : la dame du café
- Isabelle Darras : Brigitte
- Alain Leempoel : le médecin
- Anne Marev : Choupette
- Henri Wajnberg : le vieux cycliste
- Philippe Rasse : le présentateur de télévision
- Pierre Gerranio : le psychiatre
- Caroline Berliner : l'infirmière de l'hôpital
- Muriel Bersy : l'infirmière de la clinique
- Milan Samardzig : Starsky
- Vukan Samardzig : Hutch
- Gladys Brookfield-Hampson : Samantha
- Clément Tirion et Christelle Chilese : les amants de la photo panorama dans la chambre d'Odette
- Myriam Fuks : Sarah

## Production

### Tournage

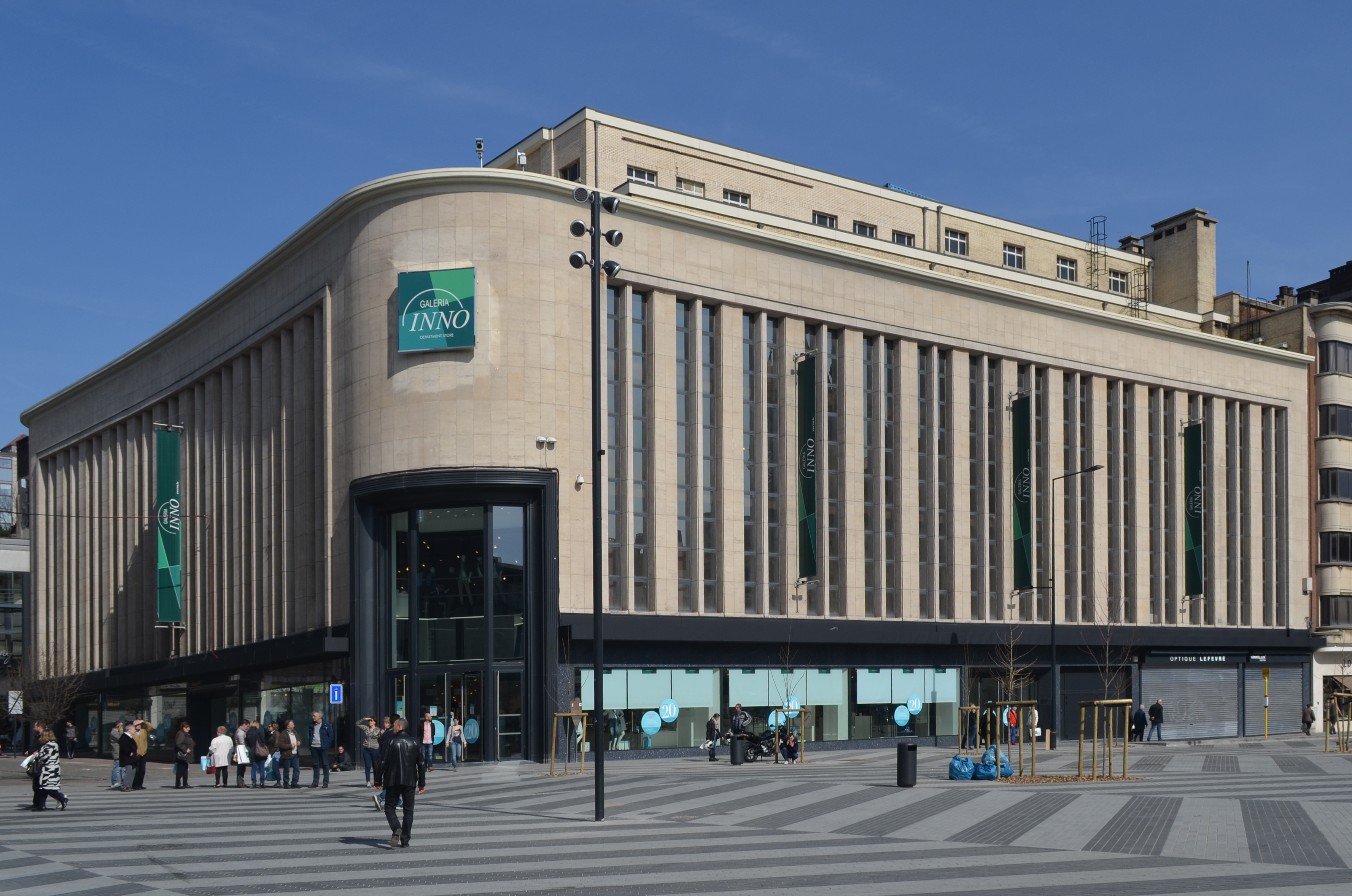
Le grand magasin Galeria Inno (anciennement À l'Innovation) à Charleroi qui servit de décor pour le tournage.
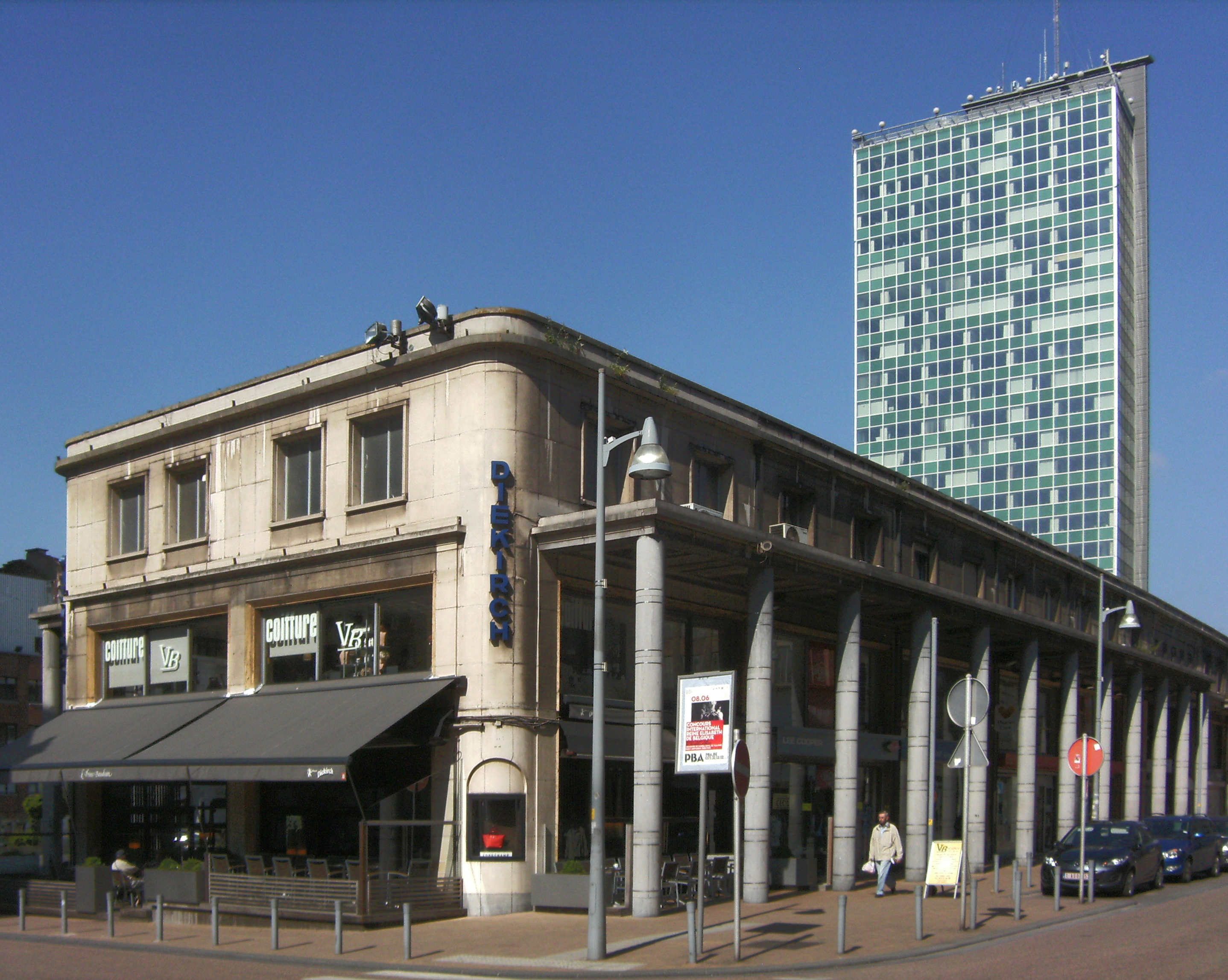
Les Colonnades, immeuble aujourd'hui détruit qui apparait également dans le film[2].
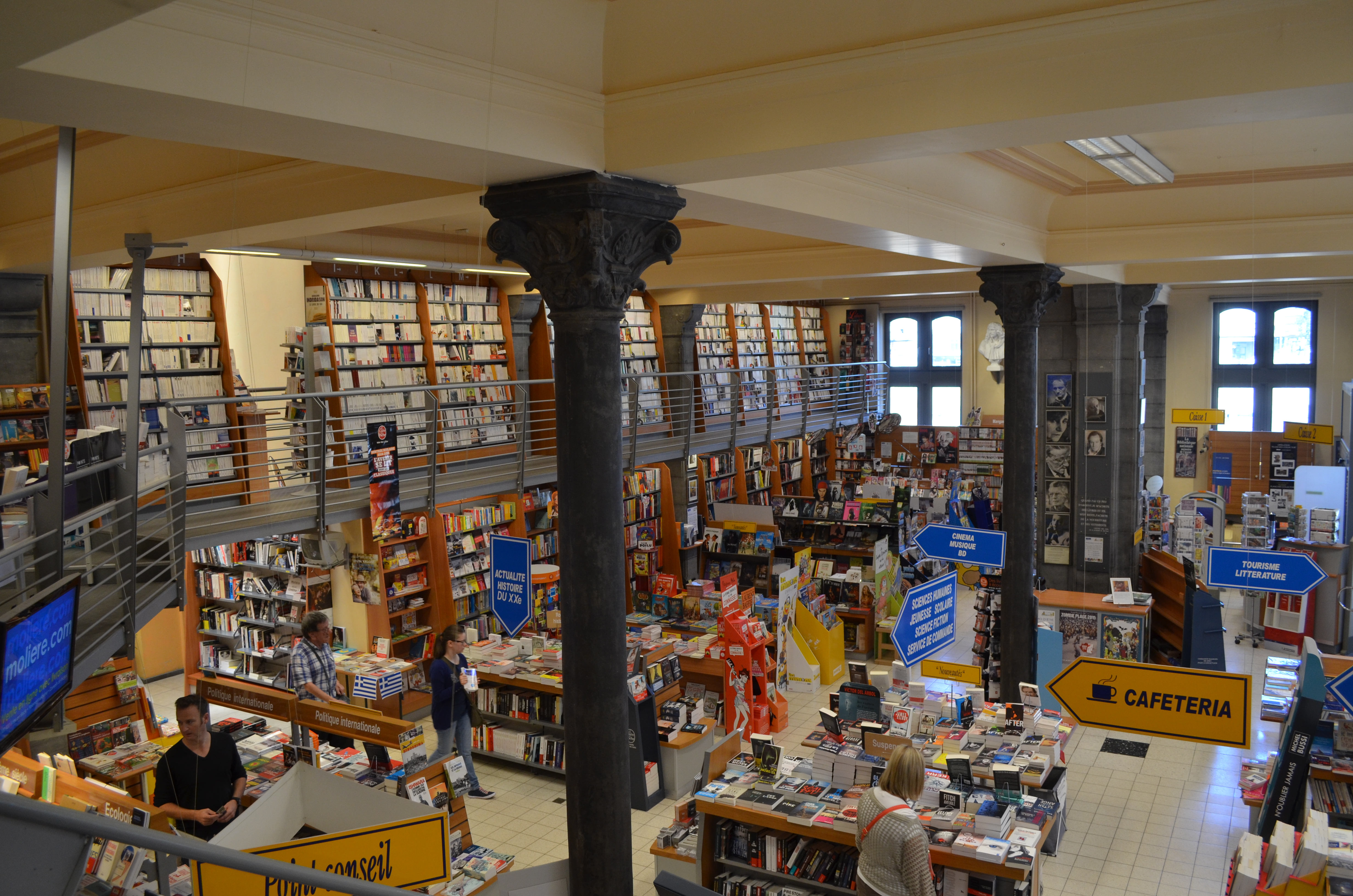
La libraire Molière à Charleroi où fut tournée la scène de la séance de dédicaces.